# Jeril Taylor
Jeril Taylor (Louisville, 13 maggio 1994) è un cestista statunitense.